# Pantelej
Pantelej (en serbe cyrillique : Пантелеј) est une municipalité de Serbie située dans le district de Nišava. Elle est une des cinq municipalités qui composent la ville de Niš. Au recensement de 2011, elle comptait 52 290 habitants.

## Localités de la municipalité de Pantelej

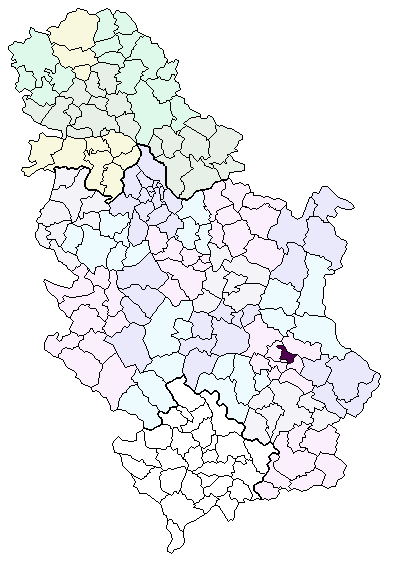
Localisation de la municipalité de Pantelej en Serbie

La municipalité de Pantelj compte 14 localités :
- Brenica
- Vrelo
- Gornja Vrežina
- Gornji Matejevac
- Donja Vrežina
- Donji Matejevac
- Jasenovik
- Kamenica
- Knez Selo
- Malča
- Niš (partiellement)
- Oreovac
- Pasjača
- Cerje

## Démographie
| 2002   | 2011   |
| ------ | ------ |
| 42 137 | 52 290 |

## Politique
À la suite des élections locales serbes de 2008, les 23 sièges de l'assemblée municipale de Pantelej se répartissaient de la manière suivante :
| Parti                                                                         | Sièges |
| ----------------------------------------------------------------------------- | ------ |
| Pour une Serbie européenne                                                    | 8      |
| Parti radical serbe                                                           | 7      |
| G17 Plus                                                                      | 2      |
| Parti démocratique de Serbie                                                  | 2      |
| Nouvelle Serbie                                                               | 1      |
| Parti socialiste de Serbie - Parti des retraités unis de Serbie - Serbie unie | 1      |
| Parti libéral-démocrate                                                       | 1      |
| Parti réformiste                                                              | 1      |

Slavica Dinić, qui conduisait la liste Pour une Serbie européenne soutenue par le Président de la République de Serbie|président Boris Tadić, a été élu président (maire) de la municipalité.